# Abdullojon Akparov
Abdullojon Akparov, né le 28 décembre 1990, est un coureur cycliste ouzbek.

## Palmarès et résultat

### Palmarès par année
- 2009
  - 3e du championnat d'Ouzbékistan sur route espoirs
- 2011
  - 2e du championnat d'Ouzbékistan du contre-la-montre espoirs
- 2013
  - 3e du championnat d'Ouzbékistan sur route
  - 3e du championnat d'Ouzbékistan du contre-la-montre
- 2015
  - 2e du championnat d'Ouzbékistan sur route
- 2017
  - 3e du championnat d'Ouzbékistan sur route

### Classements mondiaux
| Année         | 2013 | 2014 | 2015 | 2016 |
| ------------- | ---- | ---- | ---- | ---- |
| UCI Asia Tour | 147e |      | 114e | 522e |